# Tractat de Mendota
El Tractat de Mendota fou signat a Mendota (Minnesota) el 5 d'agost de 1851 entre el govern federal dels Estats Units i les bandes Mdewakanton i Wahpekute de la Nació Dakota de Minnesota.
L'acord fou signat vora Pilot Knob al marge meridional del riu Minnesota i a la vista de Fort Snelling. El tractat va estipular que les bandes Mdewakanton i Wahpekute rebrien 1,41 milions de dòlars a canvi de tornar a recol·locar-se a l'Agència Lower Sioux al riu Minnesota prop de l'actual Morton (Minnesota) així com renunciar añsseus drets a una part important del sud de Minnesota.
Amb la signatura del Tractat de Mendota juntament amb l'anterior Tractat de Traverse des Sioux, la major part del sud de Minnesota es va deixar obert a la colonització blanca.
El mapa del territori cedit es pot veure ací en taronha a la Biblioteca del Congrés dels Estats Units.

## Tractat
(Els noms es presenten aquí en formes originals com escriviren i pronunciaren els estatunidencs en el propi tractat)
ARTICLE 1.
La pau i l'amistat que hi ha entre els Estats Units i les bandes Med-ai-wa-kan-Toan i Wah-pagament-Koo-tay d'indis Dakota Sioux serà perpètua.
ARTICLE 2.
Per aquesta les bandes d'indis Med-ay-wa-kan-toan and Wah-pay-koo-tay cedeixen i renuncien a totes les seves terres i tots els seus drets, títols i pretensions de qualsevol terra que sigui, al territori de Minnesota, o en l'estat d'Iowa.
ARTICLE 3.
[Ratllades.] (Vegeu el final de la secció i teniu en compte la contribució a la guerra Dakota de 1862)
ARTICLE 4.
En consideració addicional al ple de la cessió i renúncia, els Estats Units es comprometen a pagar a aquests indis la suma d'1.410.000 dòlars en diverses vegades, en la manera i per als propòsits següents, a saber:
- 1er. Per als caps d'aquestes bandes, perquè puguin resoldre els seus assumptes i complir amb llurs compromisos presents; i en la consideració al seu trasllat del país escollit per a ells com abans, (el que es comprometen a fer aquí a un any després de la ratificació d'aquest tractat, sense més cost o despesa pels Estats Units,) i en consideració de la seva subsistència el primer any després del seu trasllat, (que estan d'acord que fer sense més cost o despesa per part dels Estats Units,) la suma de 220.000 $. Que la suma esmentada es pagarà la meitat als caps de la banda de Med-ay-wa-kan-Toan, i l'altra meitat amb al caps de la banda Wah-pay-Koo-tay, en la forma que, més endavant, en consell obert, sol·licitaran respectivament, i tan aviat després del trasllat d'aquests indis a la llar apartada per a ells com els crèdits necessaris per a això s'aprovaran pel Congrés.

- 2n. Per ser distribuït, sota la direcció del president, per a l'establiment d'escoles de manufacturers; la construcció de molins i ferreries, l'obertura de granges, llaurant i trencant la terra, i per als altres objectes beneficiosos que es jutgi més encaminats a la prosperitat i la felicitat d'aquests indis, 30.000 $ (30.000 $).

El saldo d'aquesta suma d'1.410.000 dòlars, a saber: 1.160.000 ha de romandre en fideïcomís amb els Estats Units, i un cinc per cent. Els interessos a pagar anualment a aquests indis per al període de cinquanta anys, comptats a partir del primer de juliol de 1852, que serà en el ple pagament d'aquest saldo, principal i interessos: aquests pagaments es faran i aplicaran, sota la direcció del President de la següent manera, a saber:
- 3r. Per a una millora general de l'agricultura i fons de civilització, la suma de dotze mil dòlars, (12.000 $.)
- 4t. Per a fins educatius, la suma de sis mil dòlars, (6.000 $.)
- 5è. Per a la compra de béns i prestacions, la suma de deu mil dòlars ($ 10.000.)
- 6è. Per anualitat diners, la suma de trenta mil dòlars (30.000 $.)

ARTICLE 5.
Tota l'anualitat, prevista en l'apartat primer de l'article segon del tractat de 29 de setembre de 1837 que inclou un saldo no utilitzat que pot ser en el Tresor en el primer de juliol de 1852, a partir de llavors es pagarà en diners.
ARTICLE 6.
Les lleis dels Estats Units que prohibeixen la introducció i venda de licors espirituosos al país indi estaran en ple vigor i efecte en tot el territori cedit per aquest mitjà a Minnesota fins que s'indiqui el contrari pel Congrés o el president dels Estats Units.
ARTICLE 7.
Regles i regulacions per protegir els drets de les persones i dels béns entre les parts índies en el present Tractat, i adaptats a la seva condició i desig, es poden prescriure i executades en la forma que el President o el Congrés dels Estats Units, de tant en tant, dirigirà.
En fe de la qual cosa, els dits comissionats Lucas Lea i Alexander Ramsey, per part dels Estats Units i els caps signants i caps de les bandes de Med-ay-wa-kan-Toan i Wah-Pay-Koo-tay dels indis Dakota Sioux, subscriuen el present Conveni a les seves mans, a Mendota, al territori de Minnesota, el cinc d'agost, Anno Domini, 1851.
ARTICLE SUPLEMENTARI.
1r. Els Estats Units per la present estipulen que pagaran les bandes d'indis Sioux, parts d'aquest tractat, a raó de deu centaus per acre, dels terrenys inclosos en la reserva prevista en l'article tercer del tractat originalment acordades en les següents paraules:
ARTICLE 3.
“En consideració a part de la cessió anterior i renúncia, els Estats Units per mitjà del present apartat per a l'ocupació futura i llar dels indis dakota, parts d'aquest tractat, celebrat per ells com a cessió de les terres índies, una extensió de país de l'amplada mitjana de deu milles en cada costat del riu Minnesota, que limita a l'oest amb els rius Tchaytam-bay i Yellow Medicine, i a l'est pel riu Little Rock i una línia que va cap al sud des de la seva desembocadura fins al riu Waraju; els límits d'aquestes vies estan marcats per línies tan rectes com sigui possible, en qualsevol moment i en la forma que el President dels Estats Units, dirigiran: Es disposa, que aquest tracte serà dut a terme i ocupat per aquestes bandes en comú, i que participaran en endavant per igual en tots els beneficis derivats de qualsevol tractat anterior entre aquestes bandes, o qualsevol d'elles, i els Estats Units", que l'article ha estat assolat per fora del tractat pel Senat. Va dir que el pagament fos en lloc de la dita reserva; la quantitat, quan comprovada sota les instruccions del Departament de l'Interior, s'afegirà al fons fiduciari que preveu l'article quart.
2n. A més, s'estipula que el President serà autoritzat, amb el consentiment d'aquestes bandes d'indis, parts en aquest tractat, i tan aviat com s'hagi donat el seu consentiment per a l'article anterior, segons sigui convenient, per fer que s'estableixin a part fites i límits apropiats, com extensions de país sense els límits de la cessió feta pel primer article del tractat que sigui satisfactòria per a la seva futura ocupació i llar: El president podrà, amb el consentiment d'aquests indis, variar les esmentades condicions, si es considera convenient.

## Contribució a la guerra Dakota de 1862
En última instància, aquest tractat pot ser vist com una continuació dels factors que conduïren a la Guerra Dakota de 1862 entre els Estats Units i els sioux. Després l'assolat article 3 tant en aquest tractat com en el i Tractat de Traverse des Sioux, juntament amb molts fracassos en pagar en el moment oportú als nadius americans per nombroses raons que van des de la corrupció en el Bureau of Indian Affairs i les despeses de la Guerra Civil dels Estats Units, els pobles sioux van perdre les seves esperances en les seves relacions amb els Estats Units. Es van veure obligats a canviar d'una cultura nòmada en una fixa, al llarg de terra de la reserva que aparentment es garantia la seva propietat, però al final va resultar no ser cert. Com la seva terra va ser envaïda cada vegada més pel govern i les empreses estatunidenques, sobretot després que Minnesota va ser admès com a estat de la Unió en 1858, els canvis econòmics ocorreguts conduïren a l'esgotament delsanimals silvestres i a la incapacitat per als nadius americans per participar amb èxit en el comerç de pells.
Això va alimentar la ira i la desafecció i, finalment, va ajudar a desencadenar la Guerra Dakota de 1862.